# Inkomstskatt
Inkomstskatt är en skatt som betalas av den som har en beskattningsbar inkomst.
Skatten kan beräknas enligt tre principer:
1. Progressiv skatt, där den procentsats som betalas i skatt ökas om inkomsten ökas.
2. Platt skatt eller proportionell skatt, där varje skattskyldig betalar en fast procentsats av inkomsten i skatt.
3. Regressiv skatt, där den procentsats som betalas i skatt minskas om inkomsten ökas. Modellen är sällsynt vad avser skatt som dras direkt på inkomsten, men indirekta skatter som t.ex. punktskatter och moms kan innebära att den totala skattebelastningen blir procentuellt sett mindre för en höginkomsttagare jämfört med en låginkomsttagare.

Grunden för beskattning i allmänhet, och inkomstskatt i synnerhet, vilar ofta enligt lagstiftningen på en av två principer:
1. Nyttoprincipen. Den skattskyldige betalar skatt beräknat efter sin hypotetiska nytta av allmän verksamhet.
2. Bärkraftsprincipen. Den skattskyldige betalar skatt efter sin betalningsförmåga.

## Historik
Inkomstskatt är en relativt sen form av skatt, då lönearbete som sådant i äldre tid var ovanligt, och de flesta skatter baserade sig på jordinnehav och senare förmögenhet. De första inkomstskatterna infördes i Storbritannien 1799 för att täcka utgifterna i samband med Napoleonkrigen. Den blev åter avskaffad 1802 för att redan nästa år komma tillbaka i form av realskatt på olika slag av inkomst. 1815 avskaffades den på nytt, men 1842 tillgrep man den åter, och sedan kom den att kvarstå med växande skattesatser.
I Frankrike genomdrevs efter förbittrat motstånd en inkomstskatt 1914 men den kom till tillämpning 1918. Motståndet baserades främst på deklarationsförfarandet. I Tyskland fanns inkomstskatt tidigt i de enskilda delstaterna, men för riket som sådant infördes den inte förrän 1920. I USA infördes inkomstskatt 1913, sedan den förut funnits i vissa delstater. Tidigare beslut hade av högsta domstolen upphävts som stridande mot grundlagen.
I Danmark infördes inkomstskatt 1903, med senare förändringar 1922 och 1927, i Norge i princip 1880 men fullt genomförd med genomgripande förändringar 1911, i Finland 1920. I början av 1930-talet fanns inkomstskatt i de flesta länder.